# Grażyna en Kiejstut Bacewicz Muziekacademie Łódź

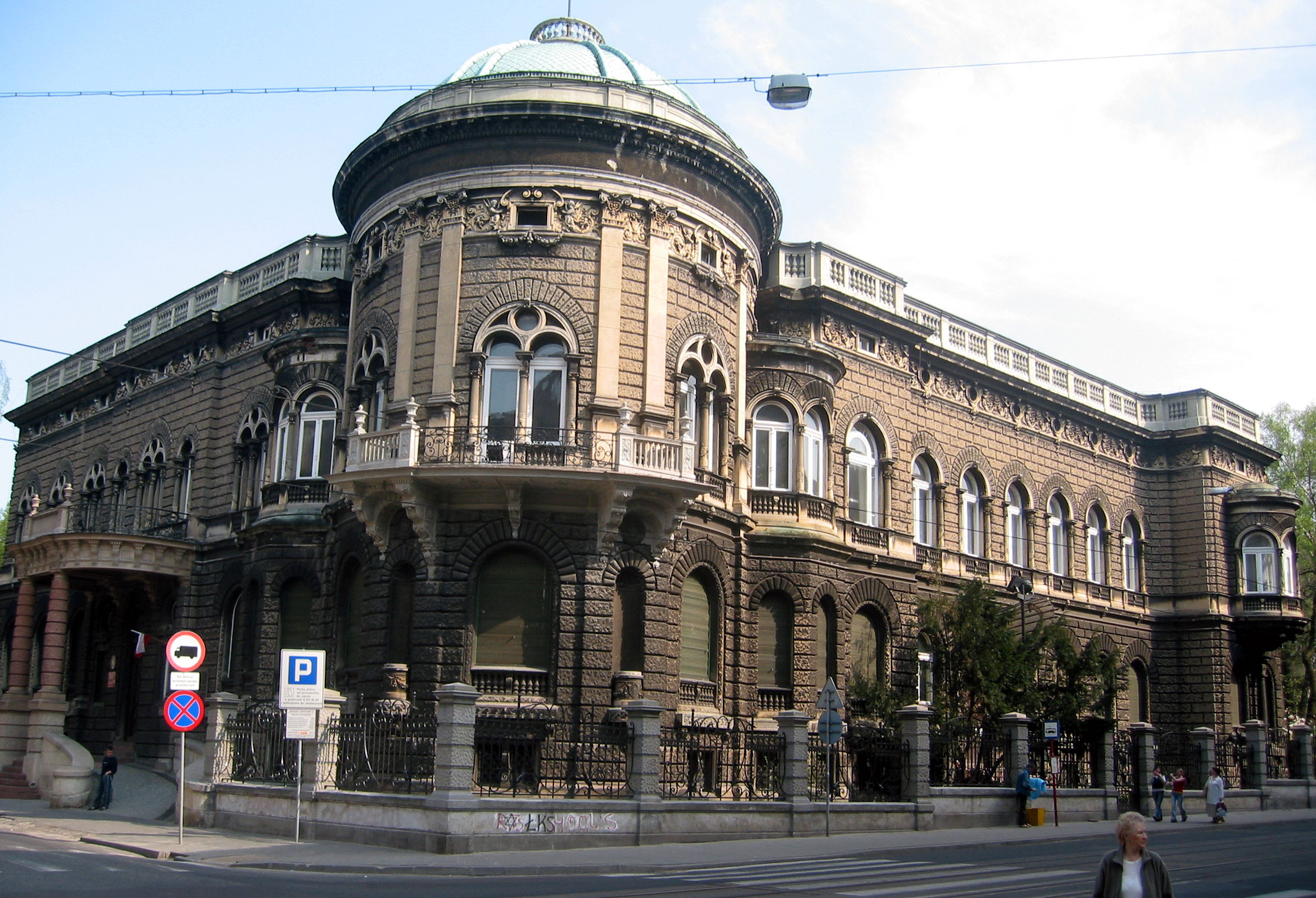
Het hoofdgebouw van de muziekacademie

De datum van oprichting van de Grażyna en Kiejstut Bacewicz Muziekacademie Łódź (Pools: Akademia Muzyczna im. Grażyny i Kiejstuta Bacewiczów w Łodzi) in Łódź, Polen, is niet precies bekend. Waarschijnlijk is het in het begin van de 20e eeuw opgericht door Helena Kijeńska-Dobkiewiczowa en werd toen als Konserwatorium Muzyczne (Muziekconservatorium) bekend. Na de Tweede Wereldoorlog werd de school geheractiveerd en kreeg de naam Państwowe Konserwatorium Muzyczne (Staatsmuziekconservatorium). Het voormalige gebouw van de fabrikant Izrael Poznański aan de ulica Gdańska werd betrokken. In 1946 werd de naam bij ministerieel besluit opnieuw veranderd in Państwowa Wyższa Szkoła Muzyczna (Staatshogeschool voor Muziek).
Vanaf 1 december 1981 werd de "Hogeschool" in Muziekacademie veranderd en sinds 2 juli 1999 draagt het ook de namen van de patronen Grażyna Bacewicz en Kiejstut Bacewicz in de volledige naam. Op 1 december 1992 werden tevens gebouwen aan de ulica Kilińskiego in gebruik genomen, die plaats bieden aan de bibliotheek, leesruimten, klassen voor kunstpedagogiek, muziektherapie en andere accommodaties.

## Rectoren van de academie
- 1945-1947 Prof. Kazimierz Wiłkomirski
- 1947-1954 Prof. Kazimierz Sikorski
- 1954-1957 Prof. Mieczysław Drobner
- 1957-1969 Prof. Kiejstut Bacewicz
- 1969-1981 Prof. Zenon Płoszaj
- 1981-1987 Prof. Zygmunt Gzella
- 1987-1993 Prof. Aleksander Kowalczyk
- 1993-1999 Prof. Bogdan Dowlasz
- 1999-2005 Prof. Anna Wesołowska-Firlej
- Sinds 2005 Prof. Antoni Wierzbiński